# Olympische Zwischenspiele 1906/Fechten
| Fechten bei den Olympischen Zwischenspielen | Fechten bei den Olympischen Zwischenspielen |
| Olympische Ringe · Fechten                  | Olympische Ringe · Fechten                  |
| Informationen                               | Informationen                               |
| ------------------------------------------- | ------------------------------------------- |
| Teilnehmer:                                 | 62 Athleten                                 |
| Datum:                                      | 23. April-1. Mai                            |
| Wettkampfort:                               | Athen                                       |
| Entscheidungen:                             | 8                                           |
| Olympische Ringe                            | Fechten                                     |

| Olympische Zwischenspiele 1906 (Medaillenspiegel Fechten) | Olympische Zwischenspiele 1906 (Medaillenspiegel Fechten) | Olympische Zwischenspiele 1906 (Medaillenspiegel Fechten) | Olympische Zwischenspiele 1906 (Medaillenspiegel Fechten) | Olympische Zwischenspiele 1906 (Medaillenspiegel Fechten) | Olympische Zwischenspiele 1906 (Medaillenspiegel Fechten) |
| Platz                                                     | Mannschaft                                                | Goldmedaillen                                             | Silbermedaillen                                           | Bronzemedaillen                                           | Total                                                     |
| --------------------------------------------------------- | --------------------------------------------------------- | --------------------------------------------------------- | --------------------------------------------------------- | --------------------------------------------------------- | --------------------------------------------------------- |
| 01                                                        | Frankreich                                                | 3                                                         | 1                                                         | 1                                                         | 5                                                         |
| 02                                                        | Deutsches Reich                                           | 2                                                         | 2                                                         | —                                                         | 4                                                         |
| 03                                                        | Belgien                                                   | 2                                                         | —                                                         | 1                                                         | 3                                                         |
| 04                                                        | Griechenland                                              | 1                                                         | 2                                                         | 1                                                         | 4                                                         |
| 05                                                        | Niederlande                                               | —                                                         | 1                                                         | 2                                                         | 3                                                         |
| 06                                                        | Königreich Italien                                        | —                                                         | 1                                                         | 1                                                         | 2                                                         |
| 07                                                        | Großbritannien                                            | —                                                         | 1                                                         | —                                                         | 1                                                         |
| 08                                                        | Ungarn                                                    | —                                                         | —                                                         | 1                                                         | 1                                                         |

Bei den Olympischen Zwischenspielen 1906 in Athen wurden 8 Wettbewerbe im Fechten ausgetragen.

## Männer

### Florett Einzel
| Platz | Land | Athlet                  | Siege |
| ----- | ---- | ----------------------- | ----- |
| 1     | FRA  | Georges Dillon-Cavanagh | k. A. |
| 2     | GER  | Gustav Casmir           | k. A. |
| 3     | FRA  | Pierre d’Hugues         | k. A. |

Aus Vorrunde und Halbfinalrunde erreichten die sechs besten Fechter die Finalrunde, wo jeder gegen jeden kämpfte. Der Italiener Frederic Cesarano gab während der Finalkämpfe auf. Der Sieg, den Gustav Casmir gegen ihn errungen hatte, wurde aberkannt, was Casmir möglicherweise die Goldmedaille kostete.

### Degen Einzel
| Platz | Land | Athlet                  | Siege |
| ----- | ---- | ----------------------- | ----- |
| 1     | FRA  | Georges de la Falaise   | k. A. |
| 2     | FRA  | Georges Dillon-Cavanagh | k. A. |
| 3     | NED  | Hendrik van Blijenburgh | k. A. |

Aus Vorrunde und Halbfinalrunde erreichten die 6 besten Fechter die Finalrunde, wo jeder gegen jeden kämpfte.

### Degen Fechtmeister
| Platz | Land | Athlet            | Siege |
| ----- | ---- | ----------------- | ----- |
| 1     | BEL  | Cyrille Verbrugge | k. A. |
| 2     | ITA  | Mario Gubiani     | k. A. |
| 3     | GRE  | Ioannis Raisis    | k. A. |

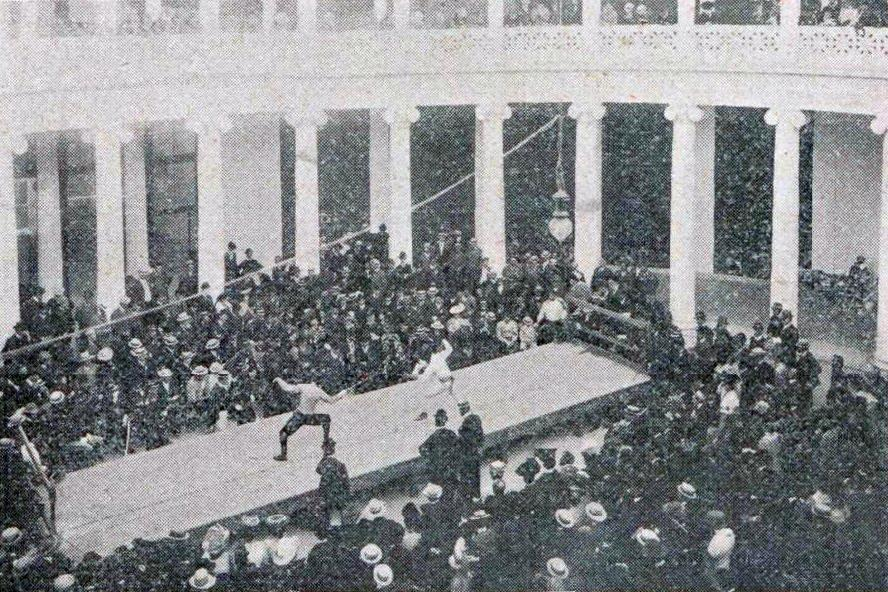
Die Wettkämpfe im Fechten

Zum Wettkampf der Fechtmeister wurden nur die an Fechtschulen unterrichtenden Lehrer zugelassen. Für den Degenwettkampf hatten nur 3 Teilnehmer gemeldet.

### Degen Mannschaft
| Platz | Land | Team                                                                                |
| ----- | ---- | ----------------------------------------------------------------------------------- |
| 1     | FRA  | Georges Dillon-Cavanagh, Pierre d’Hugues, Georges de la Falaise, Cyril Mohr         |
| 2     | GBR  | Cosmo Duff Gordon, William Grenfell, Charles Newton Robinson, Edgar Seligman        |
| 3     | BEL  | Constant Cloquet, Edmond Crahay, Philippe Le Hardy de Beaulieu, Fernand de Montigny |

### Säbel Einzel (1 Treffer)
| Platz | Land | Athlet             | Siege |
| ----- | ---- | ------------------ | ----- |
| 1     | GRE  | Ioannis Georgiadis | k. A. |
| 2     | GER  | Gustav Casmir      | k. A. |
| 3     | ITA  | Federico Cesarano  | k. A. |

Aus Vorrunde und Halbfinalrunde erreichten die 6 besten Fechter die Finalrunde, wo jeder gegen jeden kämpfte.

### Säbel Einzel (3 Treffer)
| Platz | Land | Athlet            | Siege |
| ----- | ---- | ----------------- | ----- |
| 1     | GER  | Gustav Casmir     | k. A. |
| 2     | NED  | George van Rossem | k. A. |
| 3     | HUN  | Péter Tóth        | k. A. |

Aus einer Vorrunde mit 22 Sportler erreichten die 10 besten Fechter die Finalrunde, wo jeder gegen jeden kämpfte.

### Säbel Fechtmeister
| Platz | Land | Athlet            | Siege          |
| ----- | ---- | ----------------- | -------------- |
| 1     | BEL  | Cyrille Verbrugge | k. A.          |
| 2     | GRE  | Ioannis Raisis    | k. A.          |
| 3     | -    | nicht vergeben    | nicht vergeben |

Zum Wettkampf der Fechtmeister wurden nur die an Fechtschulen unterrichtenden Lehrer zugelassen. Für den Säbelwettkampf hatten nur 2 Teilnehmer gemeldet.

### Säbel Mannschaft
| Platz | Land | Team                                                                                 |
| ----- | ---- | ------------------------------------------------------------------------------------ |
| 1     | GER  | Gustav Casmir, Jakob Erckrath de Bary, August Petri, Emil Schön                      |
| 2     | GRE  | Ioannis Georgiadis, Triantafyllos Kordogiannis, Menelaos Sakorafos, Christos Zorbas  |
| 3     | NED  | James Melvill van Carnbée, Maurits van Löben Sels, Johannes Osten, George van Rossem |

Von vier teilnehmenden Mannschaften wurden nur drei gewertet, nachdem Ungarn in der Vorrunde aufgegeben hatte.